# St. Pankratius (Mudau)

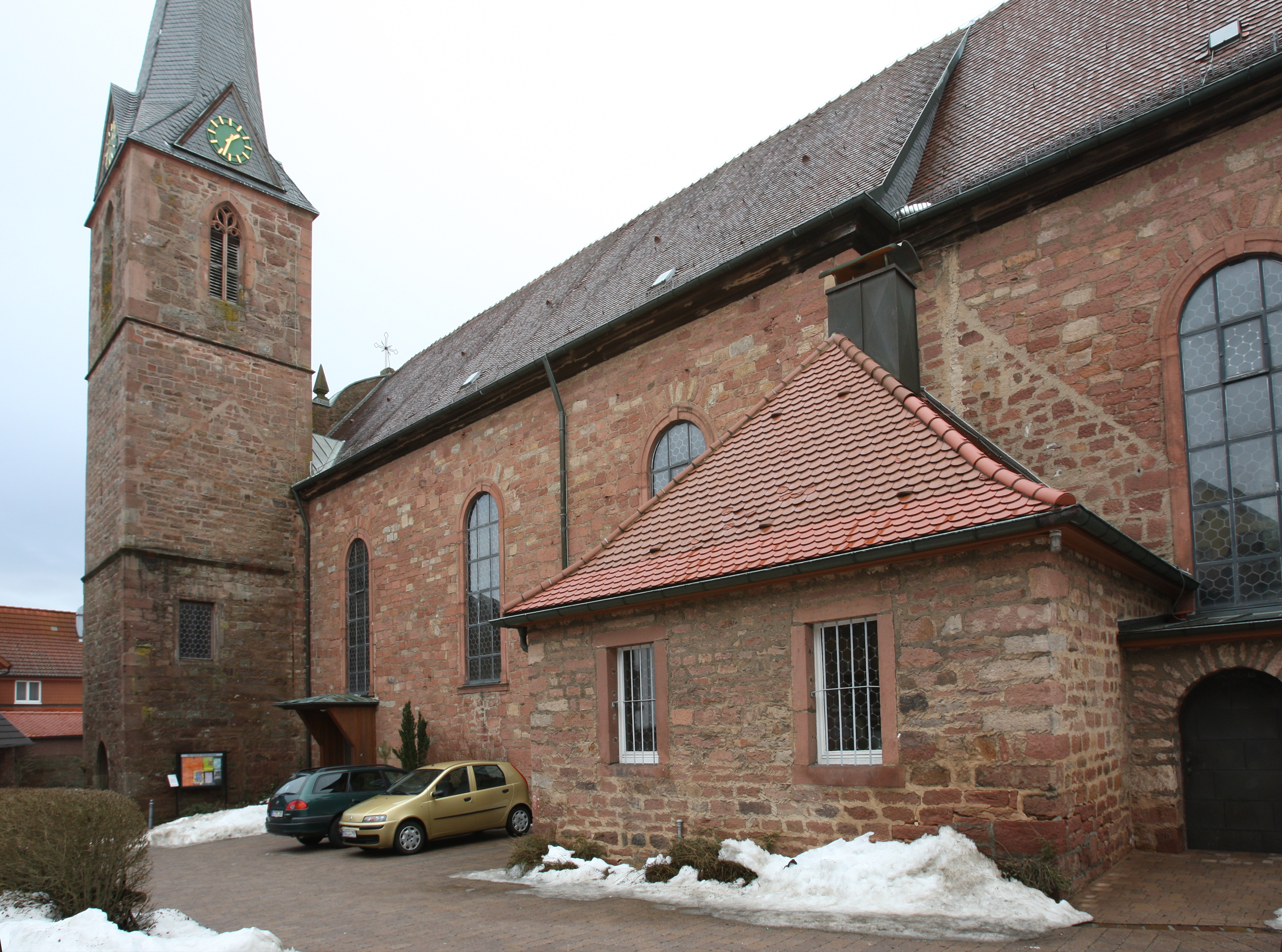
Kirche St. Pankratius Mudau

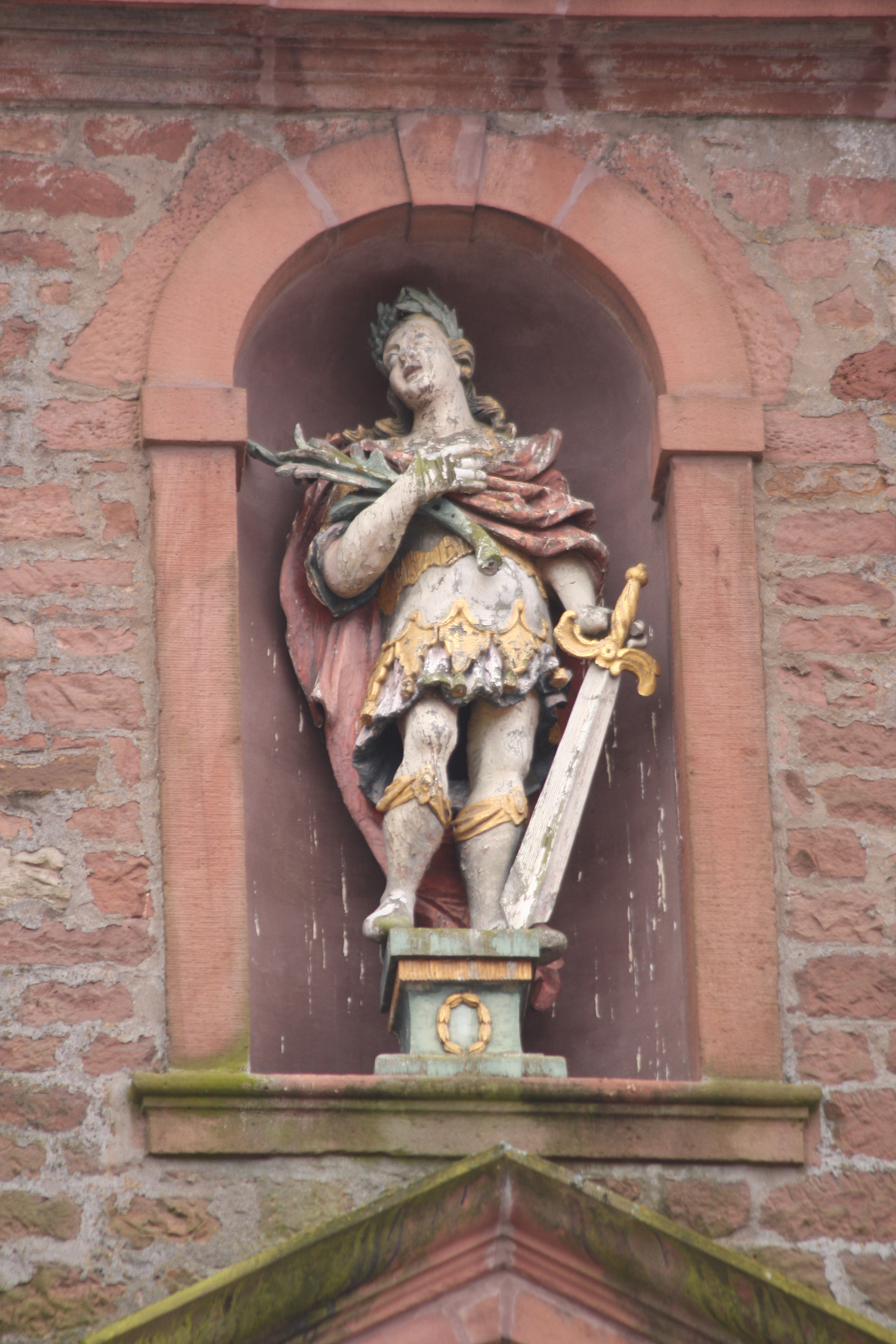
St. Pankratius

St. Pankratius  ist die dritte römisch-katholische Pfarrkirche, seit Bischof Johann II. von Brunn im Jahre 1426 Mudau zur Pfarrei erhob.  Lange Zeit mussten die Mudauer vorher zum Sonntagsgottesdienst oder zur Taufe ihrer Kinder bei Wind und Wetter über die rauen Höhen zur Pfarrkirche nach Hollerbach, der Mutterkirche des Odenwalds, wandern.
Die heutige, 1792 im klassizistischen Stil in Nord-Süd-Richtung erbaute Kirche hatte mindestens zwei wesentlich kleinere Vorgängerbauten aus Stein in West-Ost-Richtung.  Der Kirchturm ist der älteste Teil und stammt vermutlich aus dem 14. Jahrhundert.

## Ältester Teil der Kirche
Der Turm, vermutlich aus dem 14. Jahrhundert, besteht aus massivem Mauerwerk und wurde 1510 um ein drittes Geschoss ergänzt. In den Schallfenstern befindet sich spätgotisches Maßwerk. Höhe 45 Meter.

## Erste Pfarrkirche
Die erste Pfarrkirche – in West-Ost-Richtung angelegt – bestand bis 1684. Sie hatte zwei Emporen. Der Sockel des Taufsteins mit der Jahreszahl 1586 ist noch erhalten.

## Zweite Pfarrkirche
Die zweite Pfarrkirche – ebenfalls in West-Ost-Richtung – bestand von 1684 bis 1790. Das Langhaus wurde rechts an den alten Kirchturm gerückt, links vom Chor war die Sakristei. Maße: 31 × 11 × 9 Meter. Hochaltar mit Kirchenpatron St. Pankratius, Seitenaltäre mit St. Laurentius und Sebastianus.

## Dritte Pfarrkirche
Die dritte Pfarrkirche – in Nord-Süd-Richtung – wurde 1792 fertiggestellt. Maße: 39,5 × 12,5 × 9,8 Meter. Hochaltar im Stil des Spätbarocks, Seitenaltäre Muttergottes mit dem Kinde und St. Joseph mit dem Kinde.